# Meitantei Conan - Junkoku no nightmare
Meitantei Conan - Junkoku no nightmare (名探偵コナン 純黒の悪夢（ナイトメア）?, Meitantei Konan: Junkoku no Naitomea, lett. "Detective Conan - L'incubo più buio"), conosciuto anche con il titolo internazionale Detective Conan: The Darkest Nightmare, è un film d'animazione del 2016 diretto da Kōbun Shizuno.
Si tratta del ventesimo film dedicato al ventesimo anniversario della serie anime Detective Conan, nonché il ventunesimo contando anche il crossover Lupin Terzo vs Detective Conan, uscito in Giappone il 16 aprile 2016.
Gōshō Aoyama ha supervisionato la produzione: lo staff ha deciso "Darkest", mentre Aoyama ha scelto "Nightmare". È dedicato a Masahito Yoshioka, il produttore della TMS per i film dal primo al quindicesimo, morto di una malattia epatica il 14 gennaio 2016, dopo un mese di ricovero.

## Trama
Una spia dell'Organizzazione nera, nome in codice Curaçao, s'intrufola negli uffici della pubblica sicurezza della prefettura di Tokyo, rubando la lista degli agenti NOC di MI6, BND, CSIS, FBI e CIA che lavorano sotto copertura nell'organizzazione. Yuya Kazami, un funzionario dell'ufficio di pubblica sicurezza, la bracca di nascosto e Curaçao è costretta a scappare. Amuro tenta d'impedirle di scappare e poi s'impegna in un inseguimento in auto sul Rainbow Bridge, con Akai che si unisce più tardi. L'inseguimento della macchina finisce per causare un disastro, e Akai decide di sparare alla ruota del veicolo di Curaçao, causando l'incidente della macchina e la caduta dal ponte. Curaçao fugge dall'auto mentre sta cadendo e atterra nell'acqua. Più successivamente affiora al Tōto Aquarium, un parco divertimenti a tema di proprietà della Suzuki Zaibatsu, vicino al luogo dell'incidente.
Il giorno dopo, i Detective Boys scoprono Curaçao al Tōto Aquarium. Soffre di amnesia e il suo telefono è rotto a causa dello schianto della macchina il giorno prima. Conan recupera il telefono rotto e scatta delle foto a Curaçao, inviandole a Ran, che a sua volta le invia alla polizia metropolitana di Tokyo. Passa quindi il telefono ad Agasa, in modo che possa recuperare i dati su di esso. I Detective Boys decidono quindi di rimanere con Curaçao per aiutarla a recuperare la memoria. Dopo aver notato le perfette abilità di mira di Curaçao mentre giocava a freccette, e il suo rapido gesto di salvare Genta dal cadere da un luogo elevato, Ai e Conan notano che non è una donna ordinaria. Ai stessa ha la sensazione che Curaçao possa essere un altro agente dell'organizzazione. Nel frattempo, Agasa tenta di recuperare il messaggio dal cellulare rotto di Curaçao, e scopre che ha tentato di inviare all'organizzazione i nomi di noti agenti NOC: Stout, Aquavit, Riesling, Bourbon e Kir. Stout, Aquavit, Riesling vengono successivamente uccisi dai membri dell'organizzazione a Londra, Toronto e Berlino, e Bourbon e Kir sono tenuti in ostaggio a Tokyo. Quando la ruota panoramica su cui si trovano raggiunge la cima e i vari colori che vede scatenano una reazione, Curaçao urla anche i nomi di quegli agenti NOC di fronte ai Detective Boys.
La polizia metropolitana di Tokyo arriva in seguito e prende Curaçao in custodia, trasferendola all'ospedale della polizia, ma sono costretti a consegnarla alla pubblica sicurezza, poiché ritiene che fosse la spia che si infiltrò nel suo ufficio il giorno prima. L'ufficio si rende conto che Curaçao reagisce a determinati eventi nel Tōto Aquarium e decide di riportarcela. La stessa notte, a bordo di un aereo militare Bell Boeing V-22 Osprey, l'organizzazione mette fuori uso l'elettricità per l'intero acquario e pianifica d'intercettare Curaçao quando la ruota panoramica raggiunge la vetta. Dopo che Curaçao riacquista la memoria osservando i colori specifici delle luci proiettate come aveva fatto poco prima, mette fuori combattimento Kazami, che si era sulla ruota panoramica con lei, mentre attende di essere recuperata dall'organizzazione ripensando ai momenti vissuti con i Detective Boys e alla gentilezza mostratagli da loro decide di cambiare vita e fugge. L'organizzazione tenta di far detonare la bomba piazzata sulla ruota panoramica, ma questa viene disinnescata da Amuro, dopo che esserne stato informato da Conan. L'organizzazione cambia quindi piano e spara invece dal V-22, cercando di uccidere Curaçao e destabilizzare la ruota, in modo che possa cadere e rotolare. Akai, con l'aiuto di Conan e Amuro, è in grado di abbattere il V-22, e Conan tenta di fermare la ruota prima che schiacci l'acquario. Avendo notato che i Detective Boys si trovano sulla ruota panoramica, Curaçao guida un camion con la gru e la ferma per salvare i ragazzi essendosi affezionata a loro, ma le sue azioni fanno sì che la schiacci a morte. Prima della sua morte, Curaçao aveva confermato a Vermouth che la e-mail manomessa da Conan e inviata dal suo cellulare rotto, che diceva che Bourbon e Kir sono puliti, l'aveva inviata lei stessa, quindi i due sono in grado di mantenere la loro copertura nell'organizzazione.

## Colonna sonora
La sigla finale è Sekai wa Anata no Iro ni Naru (世界はあなたの色になる? lett. "Colora il tuo mondo"), dei B'z, utilizzata come sigla di apertura per gli episodi da 817 a 844.

## Distribuzione

### Edizioni home video
In Giappone il film è uscito in DVD e Blu-ray il 26 ottobre 2016.

## Accoglienza

### Incassi
Il film ha incassato oltre 5.057 miliardi di yen, battendo il record precedente detenuto dal diciannovesimo e diventando quello di maggiore incasso della serie. Dopo un primo posto di tre settimane, venne battuto da Zootropolis della Disney.

## Versione a fumetti
Un manga tratto dal film e con lo stesso titolo, disegnato da Yutaka Abe e Denjirō Maru, disegnatori anche di alcuni volumi di Detective Conan Special Cases, viene pubblicato sulla rivista Shōnen Sunday Super a partire dal 25 maggio 2017.